# TVLine
Tvline és un lloc web dedicat a la informació, notícies i spoilers de programes de televisió. Des del seu llançament el gener de 2011, Tvline ha tingut un enfocament singular i indestructible: oferir un corrent concentrat de notícies d'última hora de televisió, previsualitzacions originals i resums/ressenyes perspicaços. Tvline ha demostrat ser una font de notícies per dotzenes de mitjans de comunicació, incloent-hi Yahoo News, el New York Times, CNN i més.
Segons la mateixa pàgina "Després de tot, hi ha un munt de llocs de notícies d'entreteniment per aquí, però cap d'ells compta amb un personal que es dedica a totes les coses de la televisió, sense les distraccions de xafarderies de celebritats, informes de taquilla o similars. Va ser fundada per ajudar els entusiastes de la televisió a tallar a través del desordre i aportar uns continguts de confiança, perquè es pugui trobar fàcil i eficientment les notícies i actualitzacions que vostè anhela; de trencar les primícies de càsting a spoilers exclusius i immersions profundes en els seus programes favorits. Al seu torn, prometem oferir notícies exclusives, entrevistes fresques, punts de vista provocadors, First Looks emocionants i molt més. I tot serà sobre la televisió."

## Història
A finals de 2010, Michael Ausiello d'Entertainment Weekly va anunciar que deixaria EW després de gairebé dos anys en la seva ocupació per establir un lloc web centrat en la televisió amb PMC, l'empresa de mitjans de comunicació fundada per Jay Penske. Més tard va anunciar que l'escriptor d'EW, Michael Slezak, E! Online Megan Masters i Matt Mitovich de TV Guide s'unirien a ell a l'empresa.
El lloc va debutar el 5 de gener de 2011 i va triplicar les expectatives inicials per al tràfic d'Internet en els seus primers sis dies.
A principis de 2011, un informe de TV by the Numbers va analitzar les puntuacions de les pàgines de quatre llocs web de televisió: Tvline, el seu lloc germà Deadline, Thewrap, i TV by the Numbers. Amb un màxim de poc més d'1 milió de pàgines vistes al dia, Tvline va vèncer als tres competidors. Un informe semblant de l'estiu de 2012 va tornar a comparar Tvline amb altres tres llocs web: Deadline, The Hollywood Reporter i Hitfix. Tvline va assolir un màxim d'aproximadament 23 milions de visites mensuals, només superat per The Hollywood Reporter.